# Marina Baja
Marina Baja (oficialmente en valenciano Marina Baixa) es una comarca de la provincia de Alicante (España). Su capital es Villajoyosa y su ciudad más poblada, Benidorm. Limita con el mar Mediterráneo y las comarcas de Campo de Alicante, Hoya de Alcoy, Condado de Cocentaina y Marina Alta.

## Municipios
| Municipio           | Nombre oficial             | ee Población (2023) | Superficie | Densidad |
| ------------------- | -------------------------- | ------------------- | ---------- | -------- |
| Benidorm            | Benidorm                   | 72 342              | 38,51      | -        |
| Villajoyosa         | la Vila Joiosa/Villajoyosa | 36 093              | 38,50      | -        |
| Altea               | Altea                      | 23 820              | 34,43      | -        |
| Alfaz del Pi        | l’Alfàs del Pi             | 20 518              | 19,26      | -        |
| La Nucía            | la Nucia                   | 18 970              | 21,36      | -        |
| Finestrat           | Finestrat                  | 8836                | 42,25      | -        |
| Callosa de Ensarriá | Callosa d’en Sarrià        | 7708                | 34,66      | -        |
| Polop de la Marina  | Polop                      | 5339                | 22,58      | -        |
| Relleu              | Relleu                     | 1248                | 76,87      | -        |
| Orcheta             | Orxeta                     | 840                 | 24,06 ss   | -        |
| Tárbena             | Tàrbena                    | 630                 | 31,67      | -        |
| Sella               | Sella                      | 607                 | 38,72      | -        |
| Benimantell         | Benimantell                | 534                 | 37,90      | -        |
| Bolulla             | Bolulla                    | 440                 | 13,60      | -        |
| Confrides           | Confrides                  | 297                 | 40,00      | -        |
| Guadalest           | el Castell de Guadalest    | 274                 | 15,97      | -        |
| Beniardá            | Beniardà                   | 252                 | 15,74      | -        |
| Benifato            | Benifato                   | 140                 | 11,90      | -        |
| Total               |                            | 198 888             | 557,98     | -        |

## Geografía
La Marina Baja es una comarca costera, pero a la vez muy montañosa. Se puede dividir en dos claras zonas: la línea de costa y los valles interiores. Tiene grandes montañas, como la sierra de Aitana, el monte Campana, y ríos autóctonos como el Amadorio, el Algar o el Guadalest.

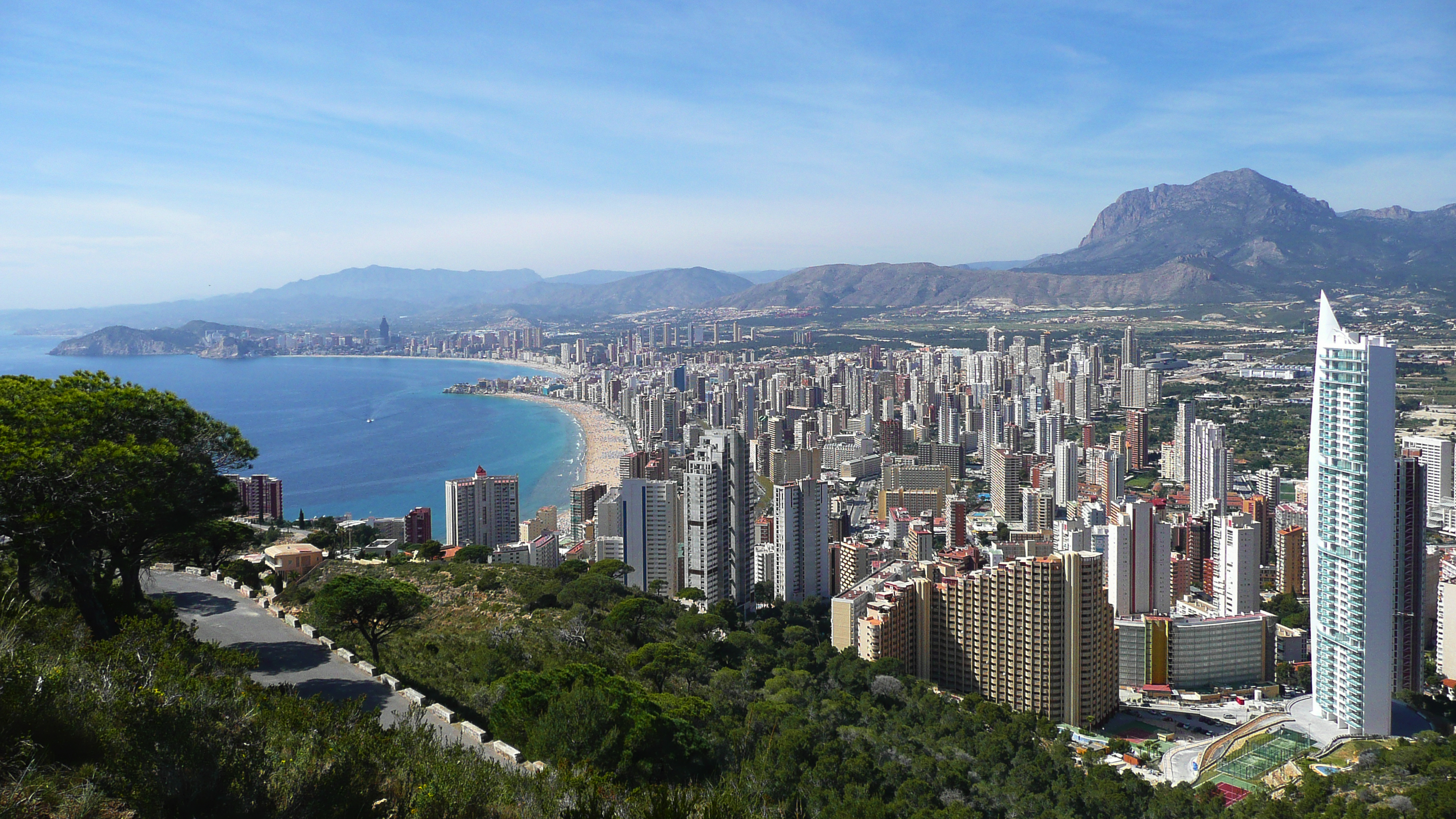
Benidorm visto desde La Cruz

## Economía
Aunque se pueden destacar algunas industrias tradicionales de la zona, como son la industria del chocolate en Villajoyosa, o el cultivo del níspero en Callosa de Ensarriá, la actividad más propia de esta comarca es el turismo. Todos los municipios costeros han experimentado un gran crecimiento debido al flujo de turistas, así como los municipios del interior han visto frenada su pérdida de población debido a la llegada de nuevos residentes procedentes del norte de Europa. En esta comarca se sitúa además el enclave turístico más importante de España, la ciudad de los rascacielos, Benidorm.

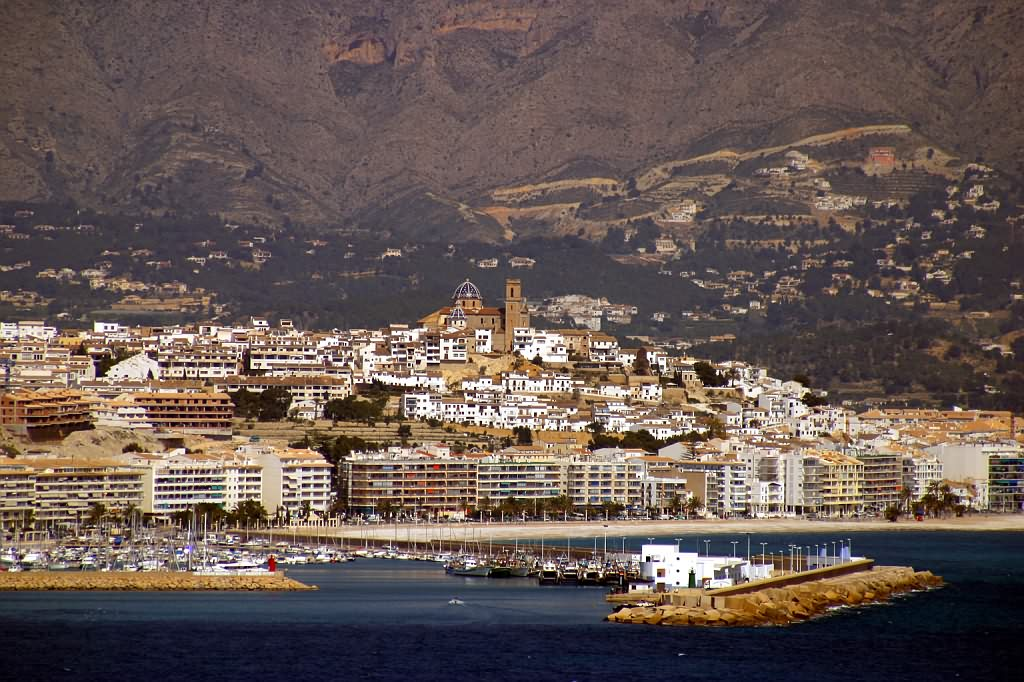
Altea desde el mar

También se encuentran varios parques temáticos y de ocio, como Terra Mítica, Terra Natura o Aqualandia.

## Lengua
La comarca se encuentra dentro del predominio lingüístico oficial de habla valenciana.

Costa de Benidorm.

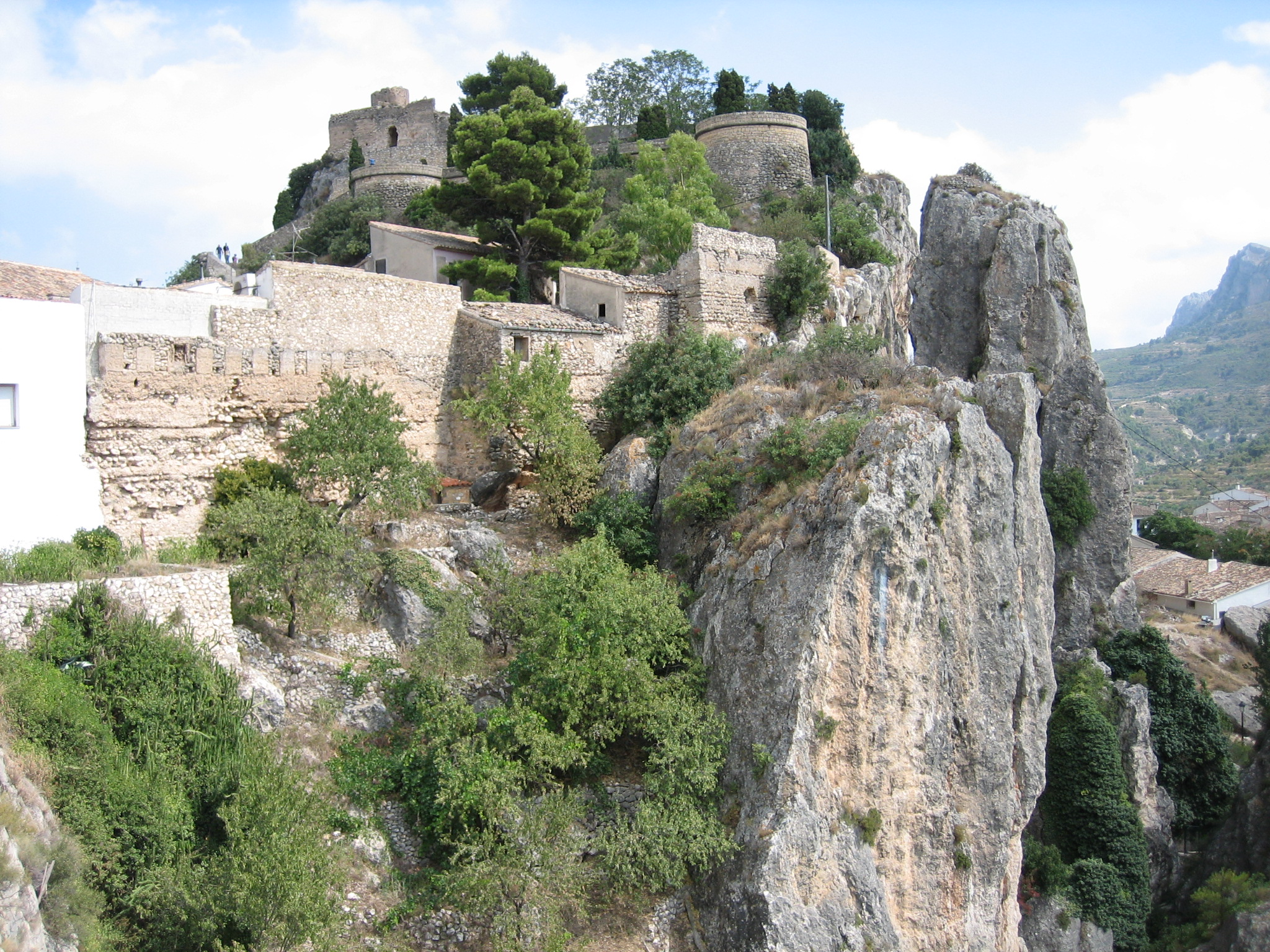
Castillo de Guadalest.

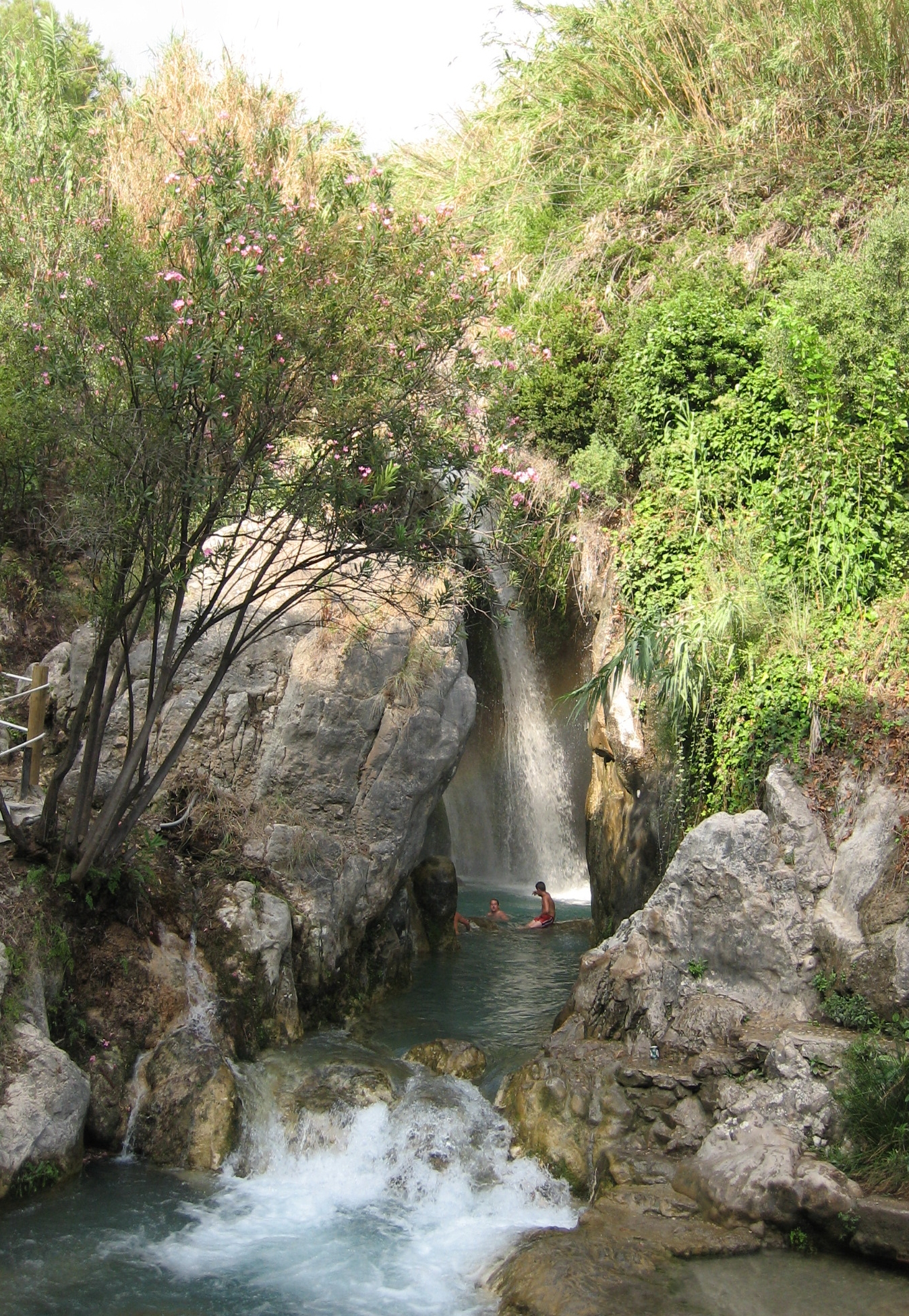
Cascadas en el río Algar.

## Política
Resultados de las elecciones municipales del 26 de mayo de 2019 en la comarca de la Marina Baja. Se muestran concejales electos y votos recibidos:
| Municipio           | Partido Popular             | Partido Socialista Obrero Español | Vox                       | Compromís Municipal       | Otras Agrupaciones Políticas         | Alcalde                              |
| ------------------- | --------------------------- | --------------------------------- | ------------------------- | ------------------------- | ------------------------------------ | ------------------------------------ |
| Alfaz del Pi        | 3 concejales (953 votos)    | 16 concejales (3927 votos)        | 2 concejales (568 votos)  | -                         | -                                    | Vicente Arques (PSPV-PSOE)           |
| Altea               | 8 concejales (2975 votos)   | 3 concejales (1455 votos)         | 1 concejal (562 votos)    | 9 concejales (3310 votos) | -                                    | Diego Zaragozí (Compromís)           |
| Beniardá            | 1 concejal (91 votos)       | 4 concejales (109 votos)          | -                         | -                         | -                                    | Rafaela Llorens (PSPV-PSOE)          |
| Benidorm            | 16 concejales (13961 votos) | 8 concejales (6673 votos)         | 1 concejales (1551 votos) | -                         | -                                    | Antonio Pérez (PP)                   |
| Benifato            | 5 concejales (78 votos)     | -                                 | -                         | -                         | -                                    | David Blanes (PP)                    |
| Benimantell         | 0 concejal (7 votos)        | 5 concejales (196 votos)          | -                         | -                         | -                                    | José Manuel Andreu (PSPV-PSOE)       |
| Bolulla             | 5 concejales (148 votos)    | 2 concejales (88 votos)           | -                         | -                         | -                                    | Adrian Martínez (PP)                 |
| Callosa de Ensarriá | 5 concejales (1164 votos)   | 4 concejales (1066 votos)         | -                         | 2 concejales (529 votos)  | VLC UNIDA: 2 concejales (528 votos)  | Andrés Molina (PP)                   |
| Guadalest           | 6 concejales (132 votos)    | 1 concejales (25 votos)           | -                         | -                         | -                                    | Enrique Ponsoda (PP)                 |
| Confrides           | 4 concejales (109 votos)    | -                                 | -                         | -                         | -                                    | Rubén Picó (PP)                      |
| Finestrat           | 11 concejales (1996 votos)  | 2 concejales (491 votos)          | -                         | -                         | -                                    | Juan Francisco Pérez (PP)            |
| La Nucía            | 12 concejales (4554 votos)  | 2 concejales (934 votos)          | -                         | -                         | AXLN-PODEM: 2 concejales (939 votos) | Bernabé Cano (PP)                    |
| Orcheta             | -                           | 3 concejales (221 votos)          | 4 concejales (224 votos)  | -                         | -                                    | Jaime Miguel Lloret (Vox)            |
| Polop de la Marina  | 6 concejales (786 votos)    | 6 concejales (862 votos)          | -                         | 1 concejales (228 votos)  | -                                    | José Luis Susmozas (PP)              |
| Relleu              | 8 concejales (553 votos)    | 1 concejales (130 votos)          | -                         | -                         | -                                    | Lino Antonio Pascual (PP)            |
| Sella               | 1 concejal (58 votos)       | -                                 | -                         | -                         | AES: 6 concejales (291 votos)        | María del Milagro Llinares (AES)     |
| Tárbena             | -                           | 2 concejales (93 votos)           | -                         | -                         | IPT-FEPAL: 5 concejales (216 votos)  | Francisco Javier Molines (IPT-FEPAL) |
| Villajoyosa         | 10 concejales (5565 votos)  | 6 concejales (3668 votos)         | 2 concejales (1163 votos) | 2 concejales (1362 votos) | GPV-CS: 1 concejal (754 votos)       | Marcos Zaragoza (PP)                 |

## Enlaces
- Periódico Canfali Marina Baja
- Datos y cifras de la Marina Baja. Unidad de Documentación de la Diputación de Alicante
- Ayuntamiento de Callosa d'en Sarrià Archivado el 26 de noviembre de 2020 en Wayback Machine.
- Ayuntamiento de Benidorm
- Ayuntamiento de Villajoyosa
- Ayuntamiento de Altea Archivado el 24 de octubre de 2020 en Wayback Machine.
- Ayuntamiento de Alfaz del Pi
- Ayuntamiento de La Nucía
- Ayuntamiento de Polop de la Marina
- Ayuntamiento de Finestrat
- Ayuntamiento de Sella
- Directorio de empresas de la Marina Baja

- Datos: Q2247607
- Multimedia: Marina Baixa / Q2247607